# 구취리히 전쟁
구취리히 전쟁(독일어: Alter Zürichkrieg)은 1440년부터 1446년까지 취리히주와 구스위스 연방의 다른 7개 주 사이에서 토겐부르크 백작의 계승을 놓고 벌인 전쟁이다.

## 개요
1436년에 토겐부르크 백작 프리드리히 7세가 후계자도, 유언장도 남기지 않고 사망했다. 부르고마스터 루돌프 슈튀시가 이끄는 취리히주는 토겐부르크의 영토를 주장했다. 슈비츠주와 글라루스주는 다른 주의 지원을 받아 반론을 제기했다. 1438년 취리히는 분쟁 지역을 점령하고 슈비츠와 글라루스로 가는 곡물 공급을 차단했다. 1440년 다른 주는 취리히를 연방에서 추방하고 선전포고했다. 취리히는 합스부르크 가문의 신성로마제국 황제 프리드리히 3세와 동맹을 맺음으로써 보복했다.
취리히의 군대는 1443년 7월 22일 질강의 장크트야곱 전투에서 패배하고, 취리히를 포위했다. 프리드리히는 프랑스의 샤를 7세에게 동맹을 공격할 것을 호소했고, 후자는 바젤을 통해 도팽의 지휘 하에 약 30,000명의 아르마냐크 용병을 보내 도시를 구원했다. 1444년 8월 26일 바젤 근처의 비르스강의 장크트야곱 전투에서 약 1,600명의 스위스 연합군이 저지하는 군대가 패배했지만, 프랑스군에게 막대한 손실을 입혀(2,000명 사망) 도팽은 퇴각하기로 결정했다. 연맹과 도팽은 1444년 10월에 화약을 맺었고, 그의 용병 군대는 전쟁에서 완전히 철수했다.
1444년 5월, 남부 동맹은 그라이펜제를 포위하고 4주 후인 5월 27일에 도시를 함락시켰고, 그 다음날 지도자 빌트한스 폰 브라이텐란덴베르크를 포함하여 2명을 제외하고 모두 참수했다. 전쟁 중에도 이러한 대량 처형은 잔인하고 부당한 행위로 널리 성토되었다.
1446년까지 양측은 모두 피로감을 느꼈고, 예비 화약이 체결되었다. 연방은 그라이펜제를 제외한 취리히의 어떤 도시도 정복하지 못했다. 라퍼스빌과 취리히 자체는 공격을 견뎌냈다. 1450년에 당사자들은 최종적인 평화를 이루었고, 취리히는 다시 연방에 가입했지만, 합스부르크 왕가와의 동맹을 해체해야 했다.
전쟁의 의미는 연방이 더 이상 단일 구성원의 분리주의 경향을 용인하지 않을 정도로 긴밀한 정치적 동맹으로 성장했음을 보여주었다는 것이었다.